# (523692) 2014 EZ51
2014 EZ51 — крупный транснептуновый объект в поясе Койпера, кандидат в карликовые планеты. Открыт группой астрономов в рамках проекта Pan-STARRS на снимках, полученных 12 марта 2014 года посредством телескопа Pan-STARRS 1, расположенном на вулкане Халеакала (Гавайи). Объявление об открытии опубликовано 16 июля 2016 года.
Имеет период оборота вокруг Солнца около 380 лет. Наклонение орбиты — около 10°. При альбедо 12% и магнитуде 3,9 диаметр 2014 EZ составит 658 км.